# Pumiliopes
Pumiliopes is een geslacht van eenoogkreeftjes uit de familie van de Bomolochidae. De wetenschappelijke naam van het geslacht is voor het eerst geldig gepubliceerd in 1957 door Shen.

## Soorten
- Pumiliopes jonesi (Bennet, 1968)
- Pumiliopes opisthopteri Shen, 1957
- Pumiliopes squamosus Cressey & Boyle, 1973